# Буйницький Гнат Терентійович
Буйницький Гнат (Ігнатій) Терентійович (Тарквінійович) (біл. Буйніцкі Ігнат (Ігнацій) Цярэнцьевіч (Тарквінневіч); нар. 10 (22) серпня 1861, садиба Поливачі Прозорокської волості, нині Глибоцького району Вітебської області — пом. 9 (22) вересня 1917, Полочани) — білоруський актор, режисер, театральний діяч, засновник першого національного професійного театру, учасник літературного життя.
Ще за життя його називали батьком білоруського театру. Гнат Буйницький вперше вивів «мужицький» танець на сцену як виконавець і постановник, показав невичерпні можливості і красу білоруських народних танців. Як драматичний актор виступав переважно в характерних ролях, вміло виявляв гумор і тонку іронію. У своїй музично-театральній діяльності він продовжував розвивати на високому професійному рівні традиції театру В. Дуніна-Марцинкевича.

## Біографія
Належав до шляхетського католицького роду Буйницького герба «Лебідь», який ще у XVIII — на початку XIX ст. відносився до середньозажиткових у Полоцькому воєводстві ВКЛ та Вітебської губернії Російської імперії. Однак батько Ігнатія — Тарквіній-Теофіл Буйницький — вже був збіднілим шляхтичем. Батьком Тарквінія Буйницького і дідом Ігнатієм Буйницьким був Зігфрід-Гіацинт Буйницький. Мати Ігнатія — Клатильда Гласка — також була збіднілою шляхтянкою і відносилася до шляхетського католицького роду Гласків, який ще в XVIII — початку XIX ст. відносився до середньозажиткових у Полоцькому воєводстві ВКЛ і Вітебської губернії Російської імперії. Буйницькі та Гласки зустрічаються серед шляхти ще з XVI ст., де займали земські посади й мали маєтки. По батькові писатиметься в офіційних документах Російської імперії на православний манер як «Терентійович».
Після закінчення чотирикласного реального училища у Влоцлавекі Варшавської губернії Гнат Буйницький закінчив Ризьке землемірне училище (за даними Язепа Дили — Віленське землемірно-таксаторське училище), навчався у приватній драматичній студії у Вільнюсі. Працював землеміром у Новогрудчині, Могилівщині, Полоцькому районі, Ошмянщині: розв'язував питання продажу землі селянам. Після роботи Буйницький йшов на посиденьки, звідки повертався із записами пісень, замальовками народних костюмів та орнаментів.
Землю в Поливачах Буйницький придбав, взявши кредит у банку. У Прозороках він організував кредитне товариство, де селяни під невеликий відсоток могли отримати позику.

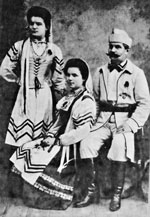
І. Буйницький з дочками Вандою (ліворуч) та Геленою

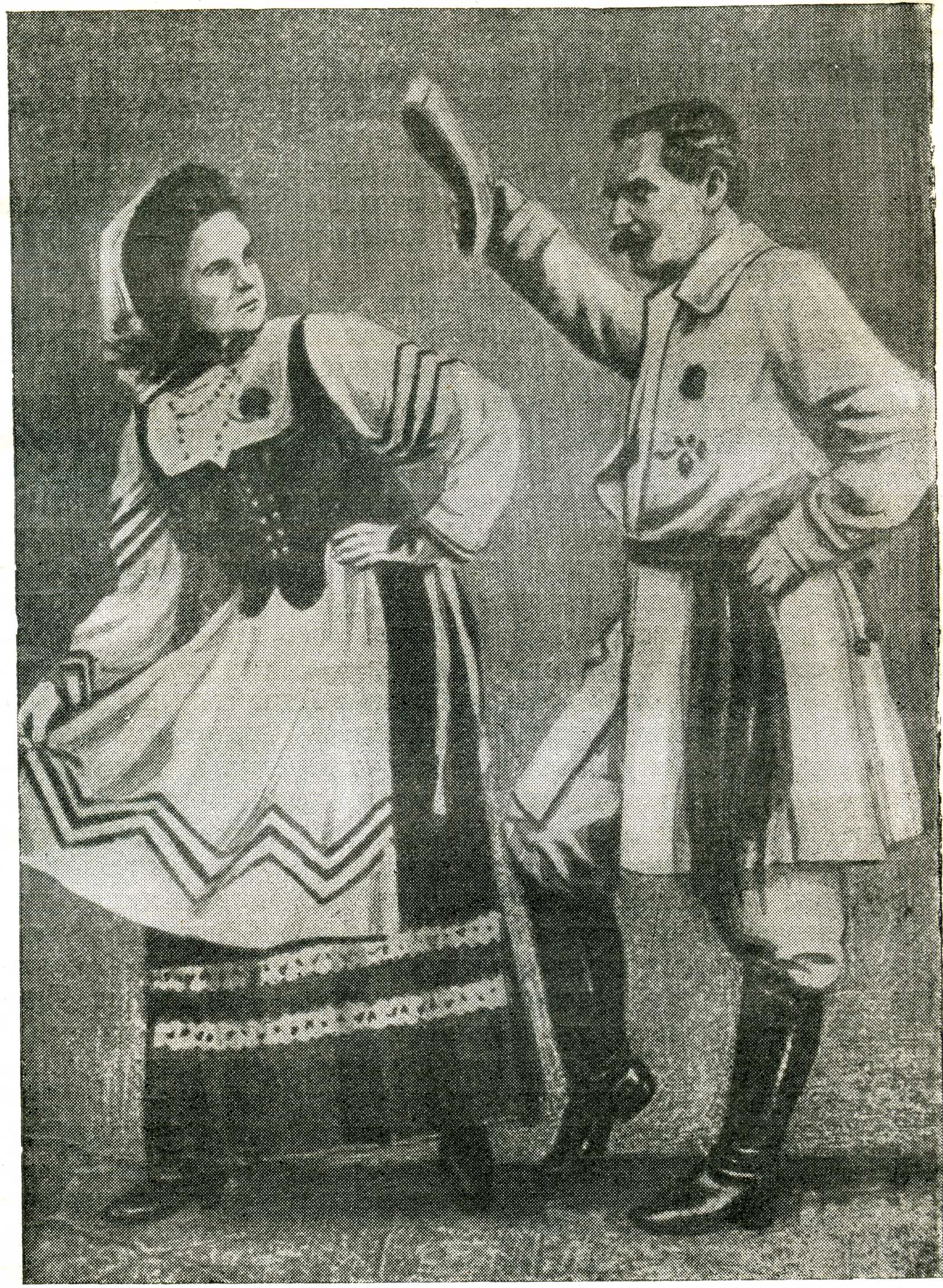
І. Буйницький з дочкою Вандою під час виступу на Першій білоруській вечірці у Вільнюсі. 1910 р.

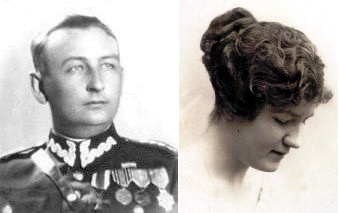
Станіслав-Ян Грушецький і дружина Анатолія-Іоланта (молодша дочка Гната Буйницького)

Одружився Ігнатій Буйницький зовсім молодим на збіднілій шляхтянці Франциску Бжезовській (1869—1899), від цього шлюбу у нього було чотири дочки: 
- Ванда-Ігнатіна (нар. 13 квітня 1890);
- Гелена-Херменгільда (нар. 16 березня 1892);
- Людвіга (нар. 19 березня 1894);
- Леанціна-Еміліано (нар. 1898).

У 1899 році дружина Буйницького померла і він одружився знову — зі збіднілою шляхтянкою з Могильова Марією Аношкою (1863—1937). Від цього шлюбу народилися ще дві дочки: Євгенія (нар. 20 грудня 1900) та Анатолія-Іоланта (нар. 1903). Друга дружина кинула Гната Буйницького, сказавши: «Одурів пан Гнат, я не можу дивитися на ті мужицькі танці». Дочка від другого шлюбу Анатолія-Іоланта була шлюбом за Станіславом-Яном Грушецьким (капітан Війська Польського, відзначений Хрестом Хоробрих).
Під час Першої світової війни в 1917 році відправився на Західний фронт, був на військовій службі в Молодечно. За свідченням музики трупи Яна Голера, Буйницький помер на сцені під час репетиції, займаючись солдатською художньою самодіяльністю. Був похований на місцевому кладовищі.
Згідно з іншою, не підтвердженою версією, він заразився тифом і помер в гарячці в лікарні біля містечка Городок, був похований на солдатському кладовищі біля села Полочани, а потім його прах перевезли в Поливачі. «Антон Луцкевич у спогадах пише, що коли дочки Ванда i Гелена привезли залишки батька в 1918 році в садибу Поливачі на поїзді, щоб поховати його в трьох соснах, як цього хотів сам дядько Ігнатій, то на станцію не прийшов жоден житель. Можливо, час тоді був такий, смутний».
У 1975 році, між іншим, завдяки зусиллям Володимира Короткевича, перепохований у Прозороках на центральній площі, на могилі встановлено пам'ятник (скульптор I. Міско, архітектор М. Бурдзін).
Садиба Ігнатія Буйницького, що знаходилася за залізничним переїздом Поливачі, не збереглася.

## Власна трупа

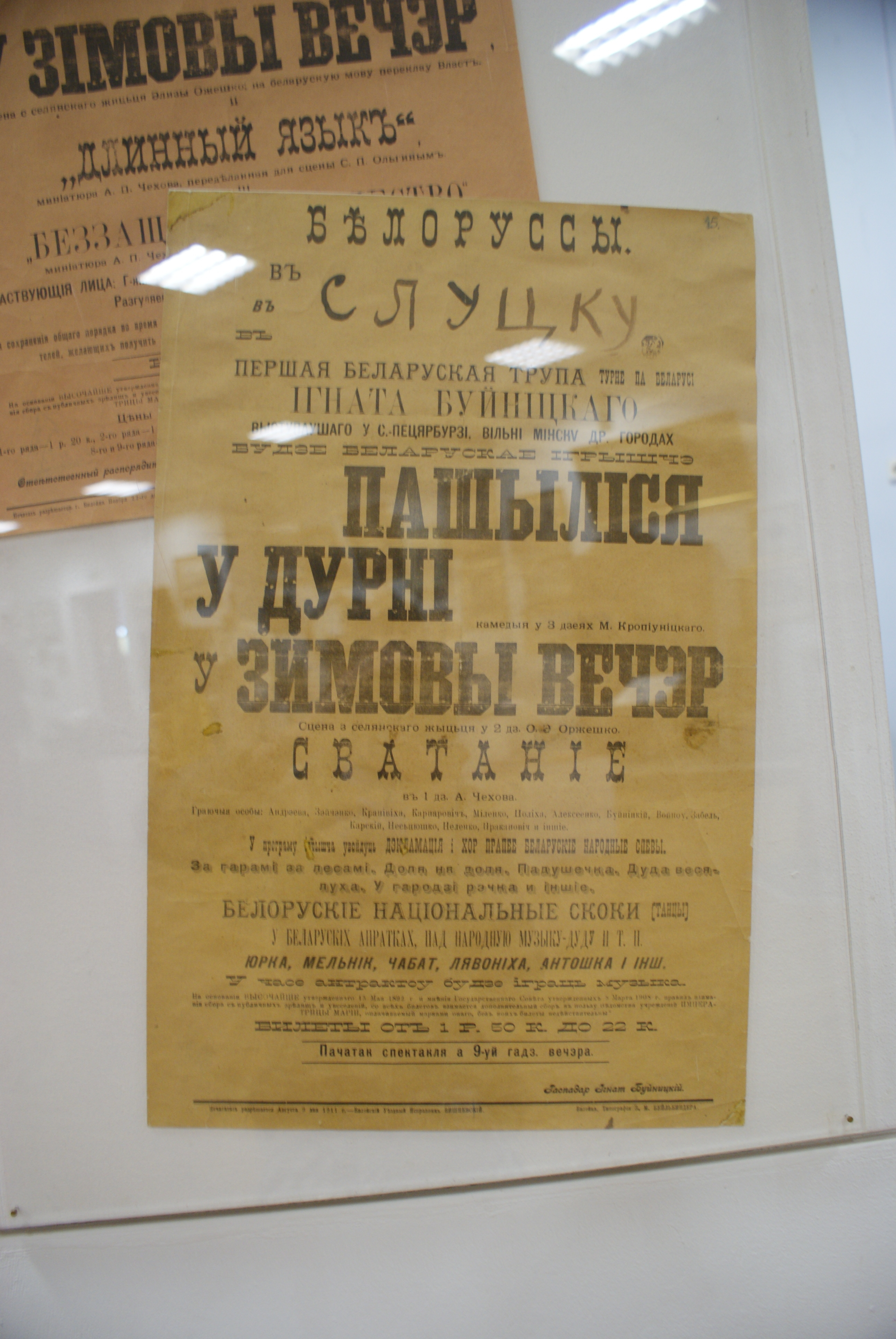
Афіша Першої білоруської трупи

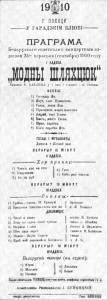
Оголошення про виставу «Модний шляхтюк» (1910 р.)

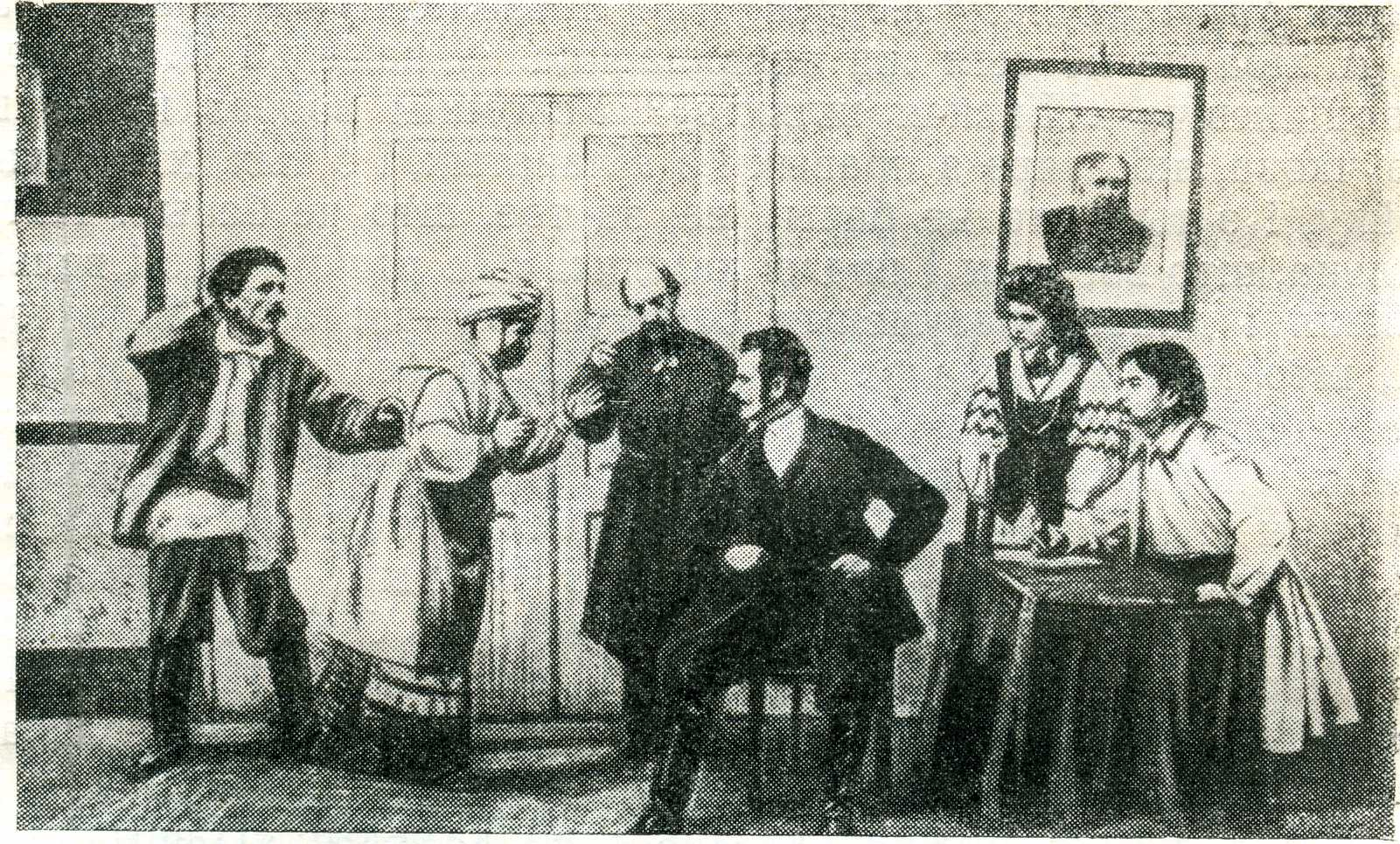
Сцена з вистави «По ревізії» М. Кропивницького

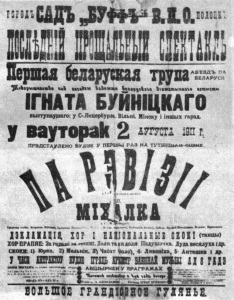
Оголошення про виставу «По ревізії» (1911 р.)

У 1907 році у своїй садибі в Поливачах (біля Прозориків) заснував самодіяльний театр, де спочатку брали участь його родичі. У ньому брало участь 8 акторів, і людина приблизно 16 танцюристів. Перед концертами були репетиції, які проводив сам Буйницький. Театр давав концерти і спектаклі в Поливачах, Прозороках і навколишніх селах. Вивчав білоруські пісні, танці, народний одяг.
У Вільнюсі 12 лютого 1910 року театр Буйницького за особливим запрошенням редакції «Нашої Ниви» взяв участь у виставі, що увійшла в історію під назвою «Перша білоруська вечірка у Вільнюсі». Виступ танцювальної трупи Буйницького мав на цій вечірці колосальний успіх. Разом з новими драматичними акторами і співаками трупа стала професійною й отримала назву «Перша білоруська трупа» або «Театр Гната Буйницького».
Другий виступ трупи Гната Буйницького відбувся 22 лютого 1910 року на етнографічному вечорі, присвяченому культурам народів Північно-Західного краю. У вечорі брали участь хори, які виконували російські, українські, литовські, польські та єврейські пісні. Польський композитор Людомир Міхал Раговський спеціально для білоруської частини виступу написав музику на слова вірша Янки Купали «А хто там іде?», який пізніше став неофіційним гімном трупи. Крім пісень на вечорі показували й народні танці у виконанні трупи Гната Буйницького.
Після неодноразових успіхів білоруських вистав Гнат Буйницький наприкінці літа 1910 року нарешті отримує від губернської влади дозвіл на гастрольну поїздку. Перед відправленням у подорож, режисер зі значною частиною акторів приїжджає до себе в Поливачі, щоб по-серйозному підготувати гастрольний репертуар. У 1910—1913 роках театр гастролював по Білорусі (Мінськ, Слуцьк, Полоцьк, Дісна, Швянченіс, Постави, Несвіж, Ляховичі), двічі виступав у Петербурзі (1911, 1912), а також у Варшаві (1913).
Більшість вистав Буйницький ставив самостійно. У репертуарі гурту налічувалося більше десятка танців («Лявониха», «Юрочка», «Горобець», «Метелиця», «Гніваш», «Мельник», «Антошка», «Чобот», «Качан», «Чебрець», «Полька» та ін.). Музичний супровід влаштовував традиційний «троїстий ансамбль» — цимбали, скрипка, дуда. Відомі імена виконавців-музикантів, які виступали в гастролях трупи — Ян Голер, І. Москаленко (цимбали), А. Шульга (дуда), Франак Голер (скрипка).
Одночасно І. Буйницький старанно відбирав для своїх виступів народні пісні. У цьому йому допомагав композитор Л. Раговський і хормейстер трупи Я. Феоктистів. Наприклад, хором виконувалися такі пісні, як «Дуда-веселуха», «Ах ти дми», «Подушечка» «За горами, за лісами», «Ох ти дуб», «Прилетіли гуси», «Та куди ж ти, дуб зелений» та інші.
І. Буйницький підтримував свій театр власними коштами. У репертуарі театру крім танців і пісень були невеликі сценки, постановки п'єс «По ревізії» і «Пошилися в дурні» Марки Крапивницького, «Хам» і «В зимовий вечір» за мотивами Елізи Ожешко, «Міхалка» братів Далецьких, «Сватання» Антона Чехова, «Модний шляхтюк» Каруся Каганця, Янки Купали, Альберта Павловича та ін. У більшості це були постановки І. Буйницького, також він грав у ролях.
І. Буйницький мав дружні та творчі контакти з — Янкою Купалою, Якубом Коласом, Елізою Ожешко, Змітрок Бядулею, Цьоткою (яка сама брала участь у виставах трупи як актриса).
Театру постійно доводилося долати причіпки цензури і всілякі перешкоди місцевої влади, що бачили в діяльності трупи загрозу великодержавній політиці царизму. У своїй книзі заслужений вчитель Республіки Білорусь А. П. Ціхун пише, що через використання білоруської мови на афішах вечорів за участю трупи Буйницького артисти мали проблеми з царською поліцією. Царська влада неухильно ставилася до показу зі сцени творів білоруською мовою, особливо на гострі соціальні теми і часто забороняли вистави.
Через матеріальні труднощі й утиски царської влади в 1913 році діяльність трупи була припинена.

## Професійний театр
У 1914 році Буйницький намагався створити нову трупу, але Перша світова війна завадила йому здійснити цей план. На початку 1917 року Буйницький виступив ініціатором організації професійного театру в Мінську — Першого білоруського товариства драми і комедії, яке започаткувало Національний академічний драматичний театр імені Якуба Коласа. Сьогоднішній Купалавський театр засновано на базі Першого товариства білоруської драми і комедії. Створив товариство Гнат Буйницький. Він приїхав до Мінська вже у військовій формі. Багато років у театрі стояв артефакт – сувій Буйницького, в якому він виступав. Її отримав актор, який найкраще виконав ролі, які зіграв сам Ігнат. Згодом сувій зник.

## Буйницький-виконавець

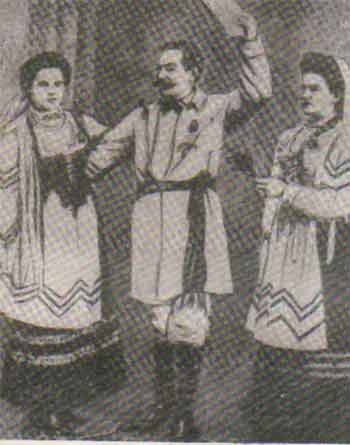
Перша білоруська вечірка у Вільнюсі. 1910 рік.

Буйницький був зразком хорошого артиста для своїх колег, виходив на сцену в драматургічних творах, декламував вірші, танцював, співав соло і в хорі (мав легкий бас-баритон). Буйницький відрізнявся темпераментним виконанням білоруських народних танців.
Виступав у ролях: Антон, Миронович («Пошилися в дурні», «По ревізії» Кропивницького), Ігнась («Модний шляхтюк» Каганця), Олексій («В зимовий вечір» Ожешко). Очевидно, він був синтетичним актором. Любив особливо декламувати. І поезію, і прозу. Але перевагу віддавав гумористичним творам. Гра Буйницького визначалася життєвою і побутовою точністю, глибокою самобутністю, тонким гумором.
За спогадами Ядвіги Іванівни Радевич, учасниці трупи, Буйницький був ввічливий, привабливий, зростом середньої і середньої повноти, голос його був ближче до баритону, розмовляв з колегами білоруською. Ще один учасник трупи, Ян Голер зазначав, що «Гнат Буйницький був середнього зросту, чорнявий, з сивими скронями. Танцював завжди «з серцем». Актором танці показував сам, музикантом мелодії теж наспівував сам. Займався з трупою постійно і взимку, і влітку».

## Значення праці Буйницького

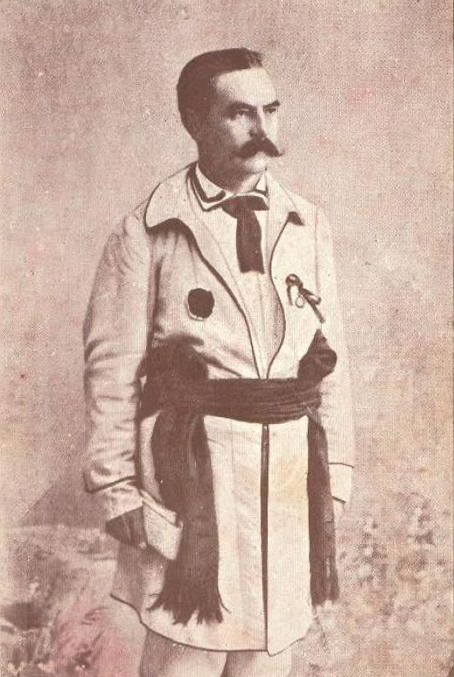
Гнат Буйницький

Діяльність Буйницького здійснювалася в складний і суперечливий період білоруського відродження, коли суспільне життя Білорусі вирувало, утворюючи потужний творчий потік, який підхоплював створене народом спадщина: музичне, літературне, театральне і перемелював все це, надаючи результату струнку форму, закінченість і цілісність.
І. Буйницький був яскравим представником свого часу, його особистий талант і неабиякі здібності його соратників допомогли вивести аматорську трупу на високий професійний рівень. Його творчість свідчить про появу нової тенденції — професіоналізації народних традицій. І. Буйницький збирав фольклорний матеріал, переймав селянські пісні й танці. У нескладному сценічному оформленні використовувалися елементи білоруського народного образотворчого мистецтва, актори виступали в білоруських національних костюмах. Буйницький дбайливо ставився до збереження витокової хореографії, прагнув не змінювати зразок танцю.
З. Абрамович так описує виступ танцювальної групи у виставі:
|  | Дудка і скрипка сповільнюються... Мелодія наростає, а Буйницький, відводячи боки і злегка нахилившись, веде нас без жодного хизування, «запалює» танцем, у якому немає навіть натяку на яку-небудь стилізацію. |

З. Бядуля в одній зі статей зазначав, що Буйницький, надаючи танцям особливу жвавість, свідомо не модернізує їх ніякими новими штрихами, залишаючи їх сирим етнографічним матеріалом.
Прагнення до етнографічної регіональної точності проявлялося у виборі костюмів, типу орнаменту, колірних поєднань, у розписах задників, лаштунків, хореографічній лексиці. При цьому різноманітність творчих форм, які об'єднувала трупа в одному виступі: п'єса, танці, декламація віршів і хоровий спів — не виглядали строкатим калейдоскопом завдяки тому, що в'язкою темою кожного вечора була народна, фольклорна основа творчого матеріалу. Буйницький створив чудовий симбіоз народної та професійної творчості.
Творча спостережливість, чудові музичні дані дозволили І. Буйницькому етнографічно вірно фіксувати стилістику народного танцю і створювати яскраві, динамічні, фольклорно-справжні танцювальні сюїти-дивертисменти, що стали джерелами Національного балетного мистецтва. Він широко пропагував музичну творчість народу, його пісні й танці, прагнув до створення синтетичного театру, в якому, крім драматичного мистецтва, були б представлені хорові співи й народна хореографія. Важливим значенням його діяльності стала можливість ознайомити з білоруською національною культурою широке коло людей самих різних соціальних груп.

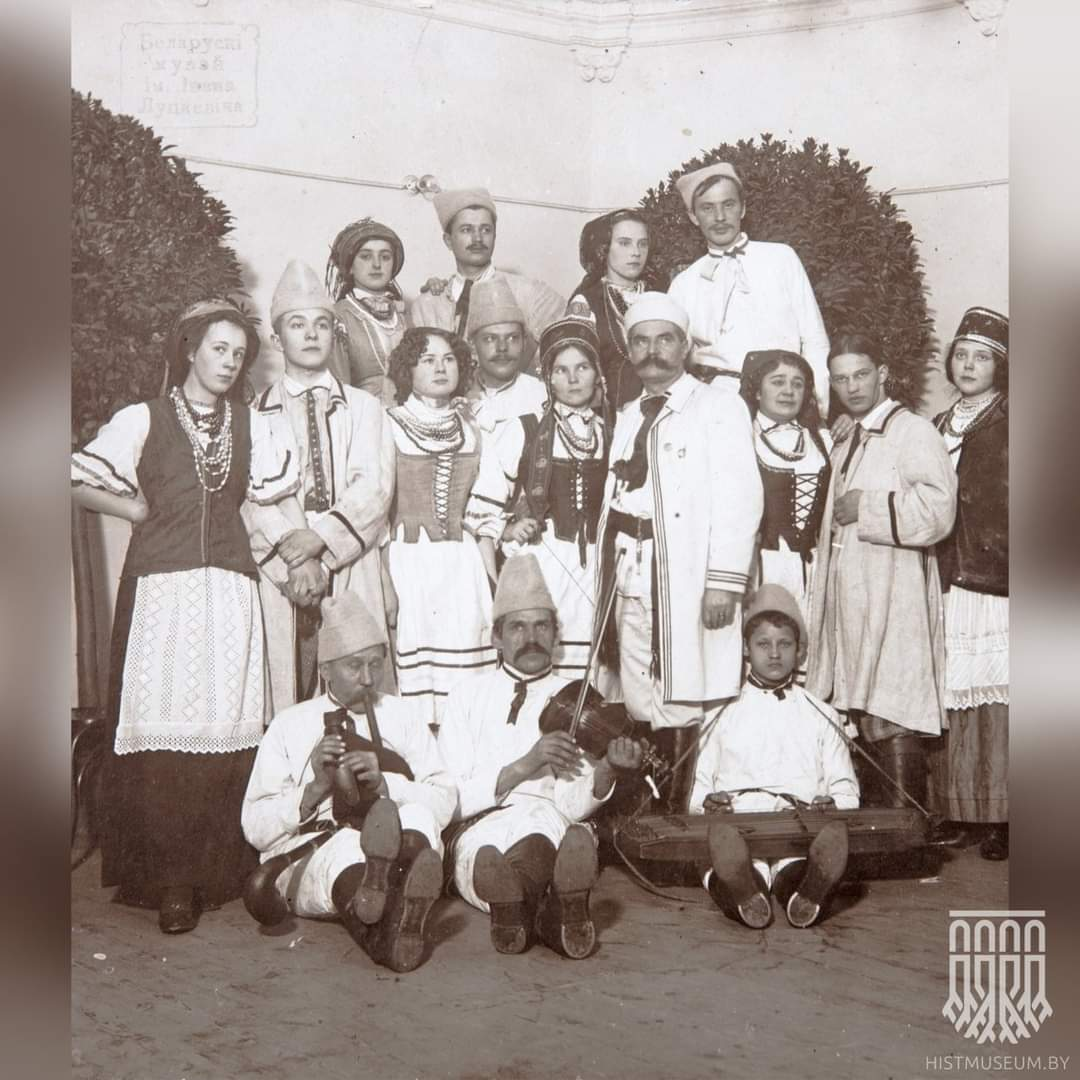
Трупа Ігнатія Буйницького після виступу в Спортингу-палаці в Петербурзі, в 1912 році.

Буйницький був родом з одного з найбільш дударських регіонів Поозер'я. За спогадами односельців, місцеві музиканти (з цимбалами, скрипкою та дудою) завжди вітали Буйницького на Великдень. Дуда була знаковим інструментом Глибоцького краю, а одним з сильних центрів її побутування були Поливачі. Гнат Буйницький вперше в історії вивів білоруську дуду на театральну сцену і зробив її візитною карткою свого театру. Про танець під дуду писали на плакатах-анонсах трупи. Дудар Адам Шульга брав активну участь у гастролях театру у Вільнюсі, Варшаві та Петербурзі. Для Буйницького дуда не була просто одним з трьох інструментів в традиційній капелі, але символом білоруської культури в цілому, синонімом білоруської старовини й народності. У публікації «Нашої Ниви» з 1910 року (3 грудня, № 49) читаємо, що після закінчення симфонічного концерту композитора і диригента Людомира Міхала Раговського у Вільнюсі (12 листопада) на знак подяки «йому були дані в спогад.... від організаторів білоруського театру — білоруська дуда». За словами дослідниці Ірини Шумської, коли в 1911 році Міхал Раговський переїжджав з Вільнюса в Париж, то залишив подаровані інструменти до фондів колекції Івана Луцкевича, які стали основою для створеного пізніше білоруського музею. Після ліквідації музею в 1944 році дуда потрапила до Фонду литовського музею, де зберігається донині. Походження дуди з білоруського музею підтверджує напис на хутрі дуди. Гнат Буйницький зробив вагомий внесок у збереження і розвиток традиції білоруської дуди.
І. Буйницький невпинно пропагував білоруський театр, організовував аматорські гуртки. Крім театральної діяльності, він брав участь і в інших формах суспільного життя, наприклад, входив до складу правління Білоруського товариства допомоги постраждалим від війни.

## Пам'ять і визнання земляків

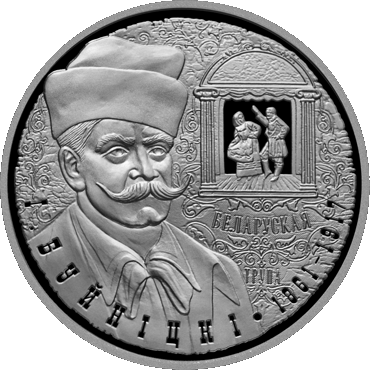
Пам'ятна монета НБ РБ, присвячена Ігнатію Буйницькому
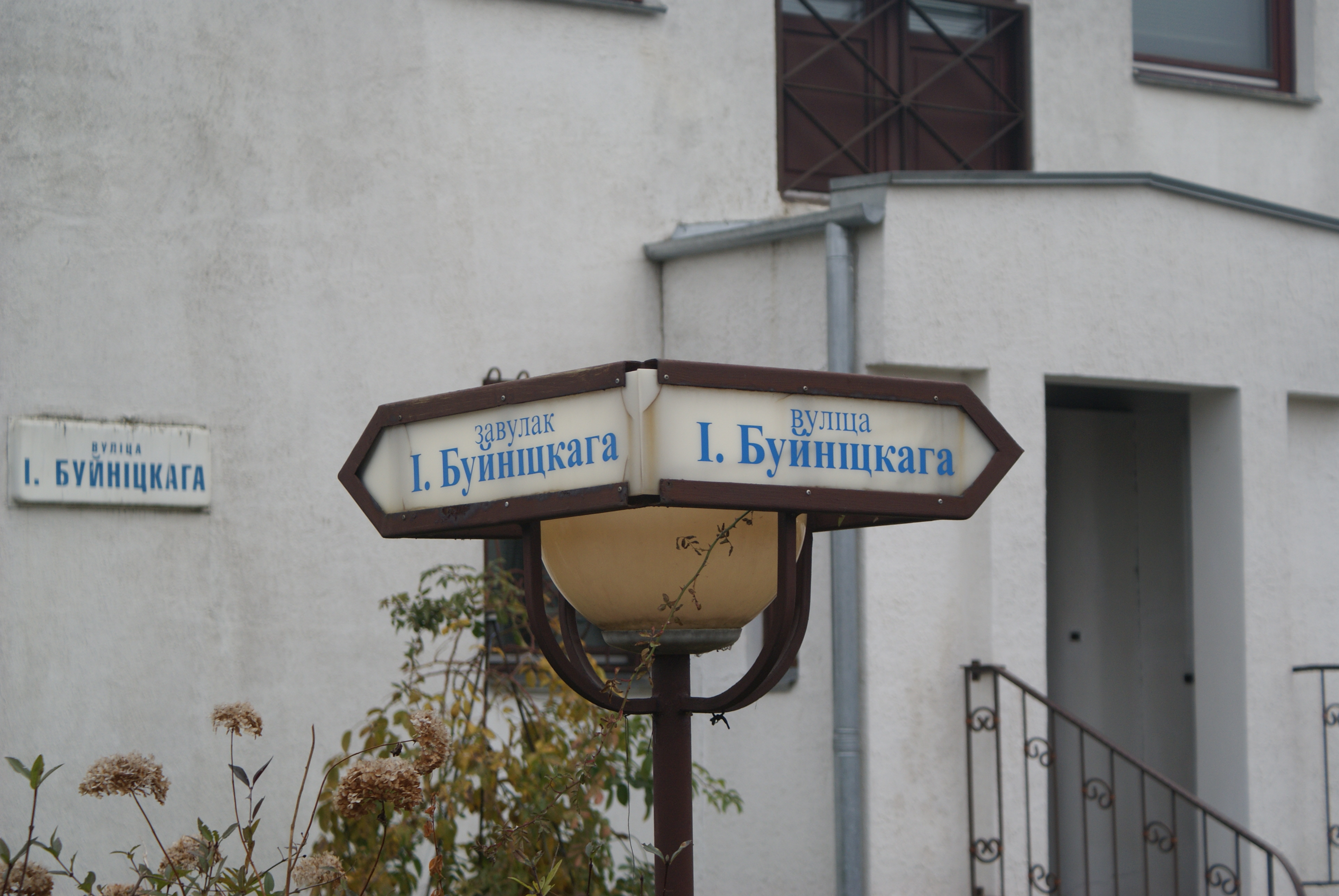
Вуличний покажчик на вулицю і провулок Буйницького в Мінську
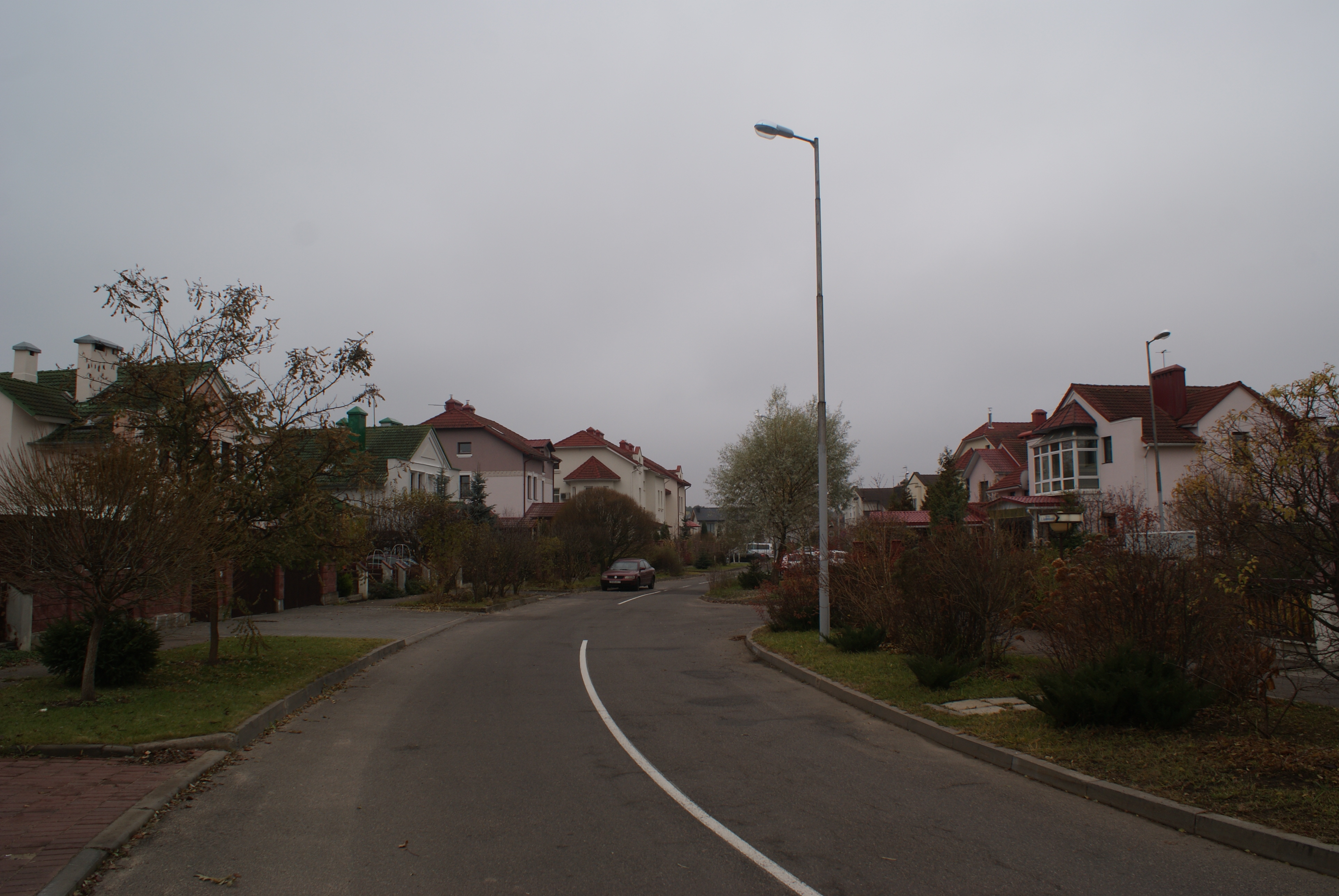
Вулиця Буйницького
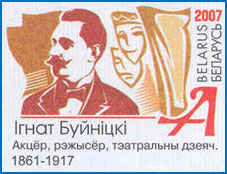
Фрагмент конверта

Буйницькому присвячували вірші — Янка Купала, Змітрок Бядуля, Віталій Гаранович, Алесь Жигунов, Короткевич Володимир, Антон Белевич, Пятрусь Макаль, Наум Гальперович, повість «Остання дія» присвятила йому Ірина Жерносек. Художник Я. М. Тиханович в 1983 році намалював портрет Буйницького, збоку приписавши рядки купаловського вірша.
У с. Прозороки у будівлі загальноосвітньої школи створено музей засновника білоруського театру (відкритий у 1982 році), де представлені афіші вистав, фотографії трупи, листи Зоськи Верас та Зигмунта Абрамовича, спогади старожилів прозороцьких. На площі — могила Ігнатія Буйницького та пам’ятник йому (поставлений у 1976 р.; скульптор І. Міско, архітектор М. Бурдзін). Велику роль у перепохованні та вшануванні пам’яті Ігната Буйницького відіграв письменник Володимир Короткевич. Саме Володимир Караткевич і театрознавець Володимир Нефед у 1975 році знайшли занедбану могилу Буйницького і допомогли перенести її в Прозороки, де тоді ж було відкрито пам’ятник.
Навпроти пам'ятника Ігнатію Буйницькому в 1994 році почали зводити будівлю музею-садиби. У 1998 році будівництво призупинили, досі встигли закласти фундамент і частково звести стіни. Відтоді довгобуд площею майже 400 квадратних метрів муляє очі чиновникам. Продати незавершену будівлю намагалися ще в 2009 році, також за одну базову величину (35000 рублів), проте покупців не знайшлося. Було прийнято рішення розібрати споруду, якщо недобудований музей-садибу не викуплять до 2012 року.
У Мінську на честь Буйницького названі вулиця і провулок, в Молодечно — вулиця, в Глибоке — вулиця і зал для глядачів міського центру культури.
З 1992 року присуджується премія імені І. Т. Буйницького в галузі театрального мистецтва.
У 2007 році був випущений конверт з оригінальною поштовою маркою на честь 100-я з часу створення першого театру в Білорусі під керівництвом Гната Буйницького. 16 серпня 2011 року Національний банк Республіки Білорусь ввів в обіг пам'ятні монети «І. Буйницький. 150 років».
У 2018 році Гнату Буйницькому був присвячений міжнародний фестиваль дударських регіонів «Дударський Рей», який проходив у Глибоцькому районі. Учасники фестивалю поклали квіти на могилі Ігнатія Буйницького в Прозороках. У трупі Ігнатія Буйницького був дудар Адам Шульга.
У Глибоке діє народний театр фольклору «Терешка», програми якого засновані на прагненні зберегти спадкоємність традицій першого білоруського театру І. Т. Буйницького. Керує групою Наталія Никифорович.

## Цікаві факти
Двоюрідний праправнук Гната Буйницького Максим Буйницький відомий як кінорежисер.

## Літаратура
- Сабалевскі, А. В. Хрэстаматыя па гісторыі беларускага театра i драматургіі. т. 1. — Мн., 1975. С.308-326
- Алейнікава, Э. Першая беларуская трупа Ігната Буйніцкага. Мастацтва: вучэб. дапам.-хрэстаматыя па сусв. маст. культуры для 10 кл. агульнаадукац. шк. з бел. мовай навучэння / Аўт.-укл. Г. В. Наполава — Мн.: Піан, 1998. — 360 с.: іл.
- Алексютович, Л. К. Белорусские народные танцы, хороводы, игры. Под ред. М. Я. Гринблата. — Мн.: «Вышейш. школа», 1978. — 528 с. с ил.
- Няфёд У. І. Беларускі тэатр. Нарысы гісторыі. — Мн., 1959. С. 84-105
- Театральная энциклопедия. Том 1 / Глав. ред. С. С. Мокульский — М.: Советская энциклопедия, 1961. — 1214 стб. с илл., 12 л. илл.
- Буйніцкі І. Ц. // Новыя кнігі. — 2001. — № 5. — С. 5-7.
- Буйніцкі Ігнат Цярэнцьевіч // Энцыклапедыя літаратуры і мастацтва : у 5 т. / рэдкал.: І. П. Шамякін [і інш.]. — Мн., 1994. — C. 117—118.
- Гарановіч, В. Ігнату Буйніцкаму : верш / В. Гарановіч // Народное слова. — 2002. — 19 студз. — С. 5.
- Да стагоддзя з дня нараджэння І. Ц. Буйніцкага // Беларускае мастацтва. Мн., 1962, в. 3;
- Ігнат Буйніцкі — заснавальнік беларускага тэатра // Русецкі, А. У. Мастацкая культура Віцебскага Паазер’я / А. У. Русецкі, Ю. А. Русецкі. — Мн., 2005. — С. 249—260.
- Іпатава, В. Натхняе і сёння / В. Іпатава // Краязнаўчая газета. — 2006. — № 3 (жніўня). — С. 2-3.
- Зінкевіч, А. І гарэць той славе… / А. Зінкевіч, У. Барыла // Веснік Глыбоччыны. — 2001. — 29 верас. — С. 1-2.
- Команава, Т. Ён быў заснавальнікам беларускага тэатра / Т. Команава // Культура. — 2001. — 29 верас. — 5 кастр. — С. 3.
- Марціновіч, А. Важна рэй вадзіў Буйніцкі / А. Марціновіч // Беларуская думка. — 2001. — № 8. — С. 75-83.
- Няфёд, У. Ігнат Буйніцкі — бацька беларускага тэатра : вачыма сучаснікаў і ў памяці нашчадкаў / У. І. Няфёд. — Мн., 1991. — 124 с.
- Няфёд, У. Першая беларуская трупа Ігната Буйніцкага / У. Няфёд // Гісторыя беларускага тэатра : у 3 т. — Мн., 1983. — Т. 3. — С. 428—450.
- Подлипский, А. Основатель белорусского театра / А. Подлипский // Народнае слова. — 2000. — 28 сак. — С. 6.